# Jiayuguan (Pass)

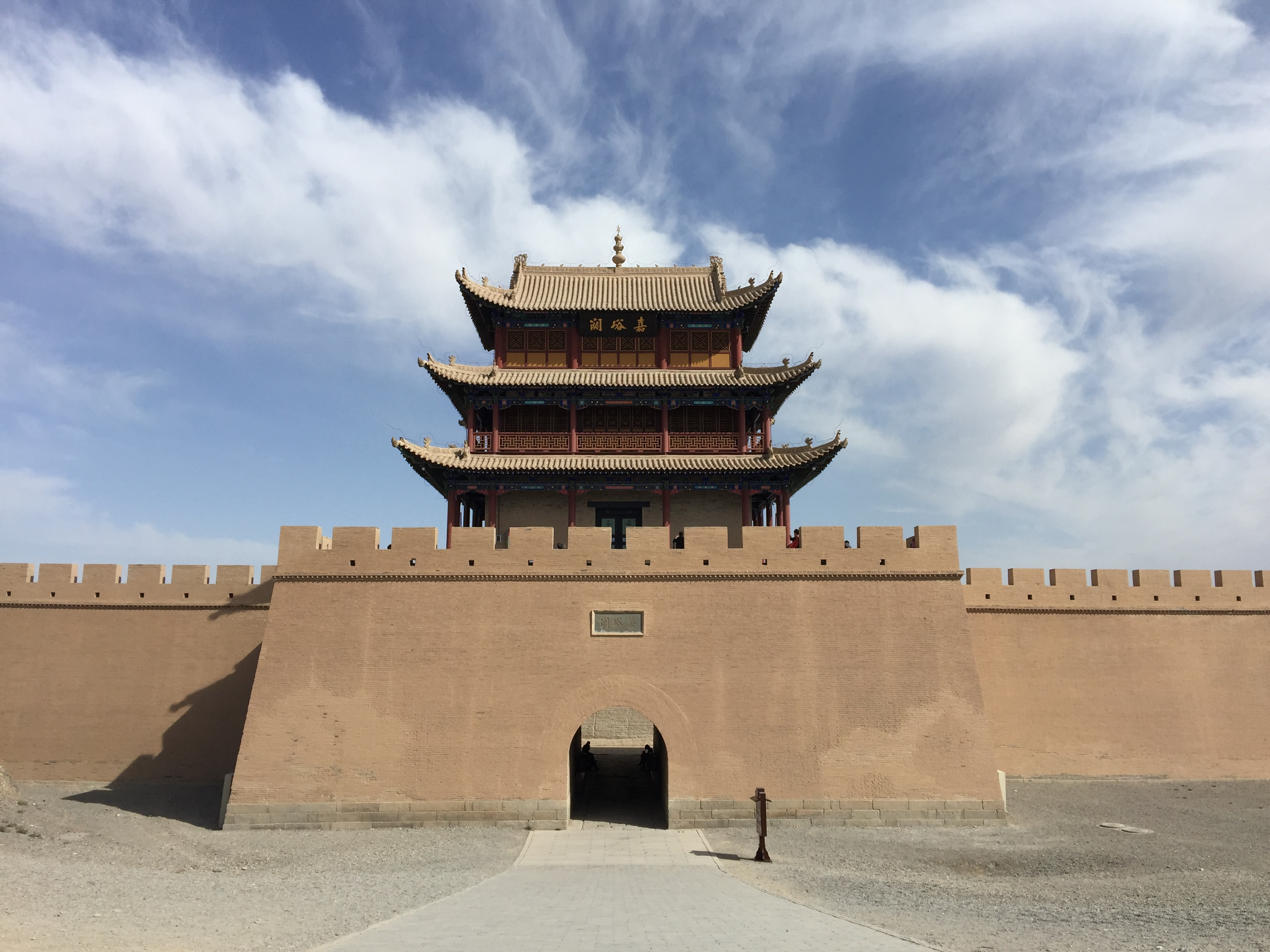
Das Fort von Jiayuguan (14. Jh.)

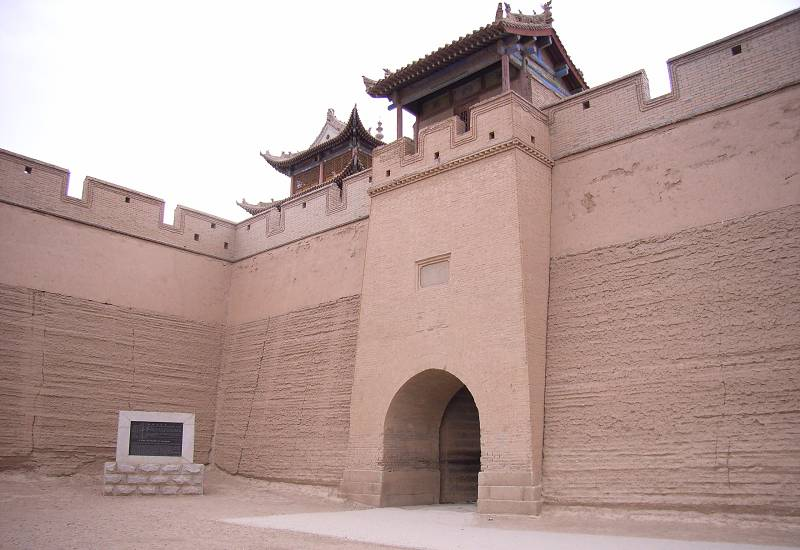
Das Fort von Jiayuguan

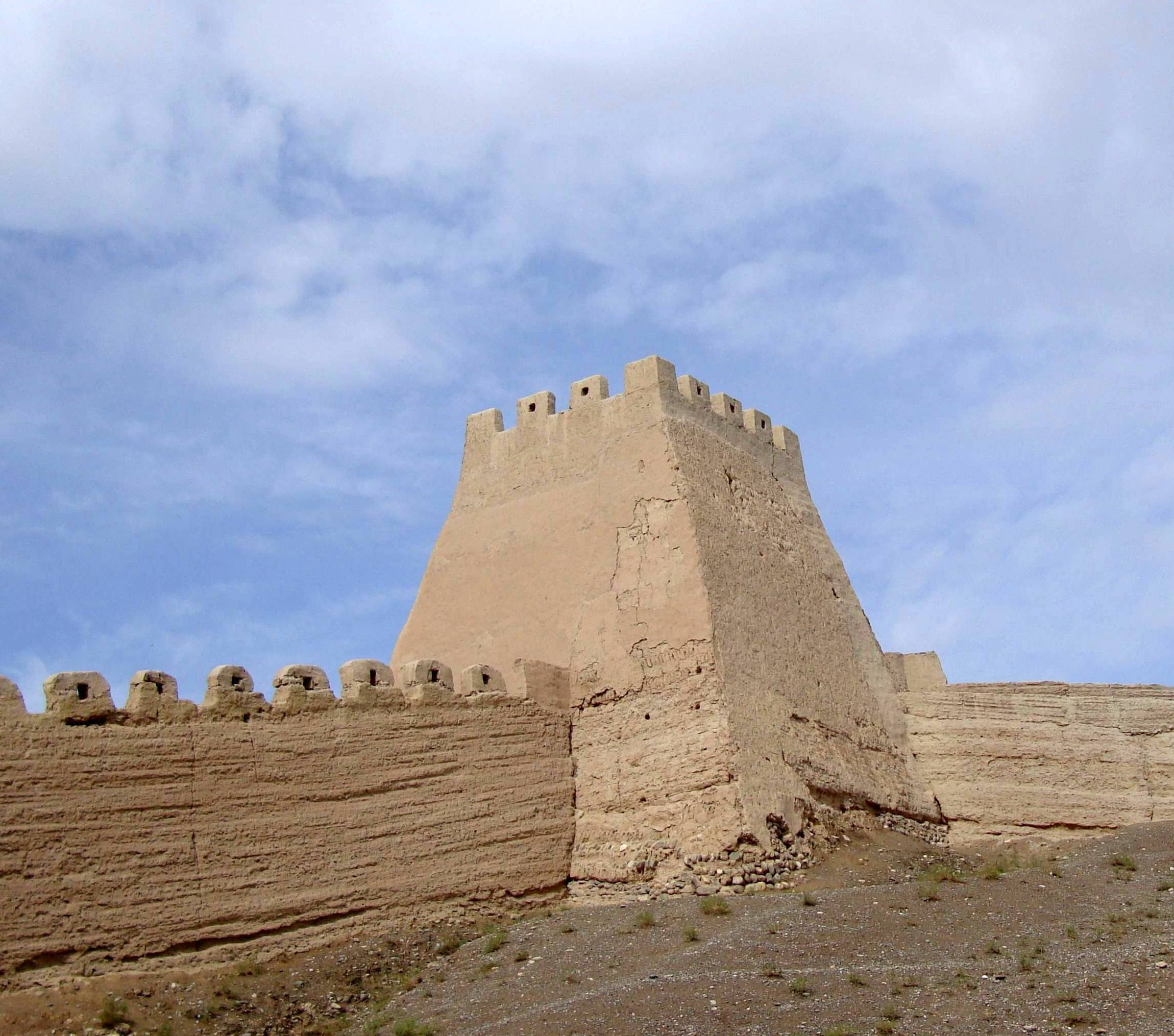
Ein unrenovierter Eckturm des Forts

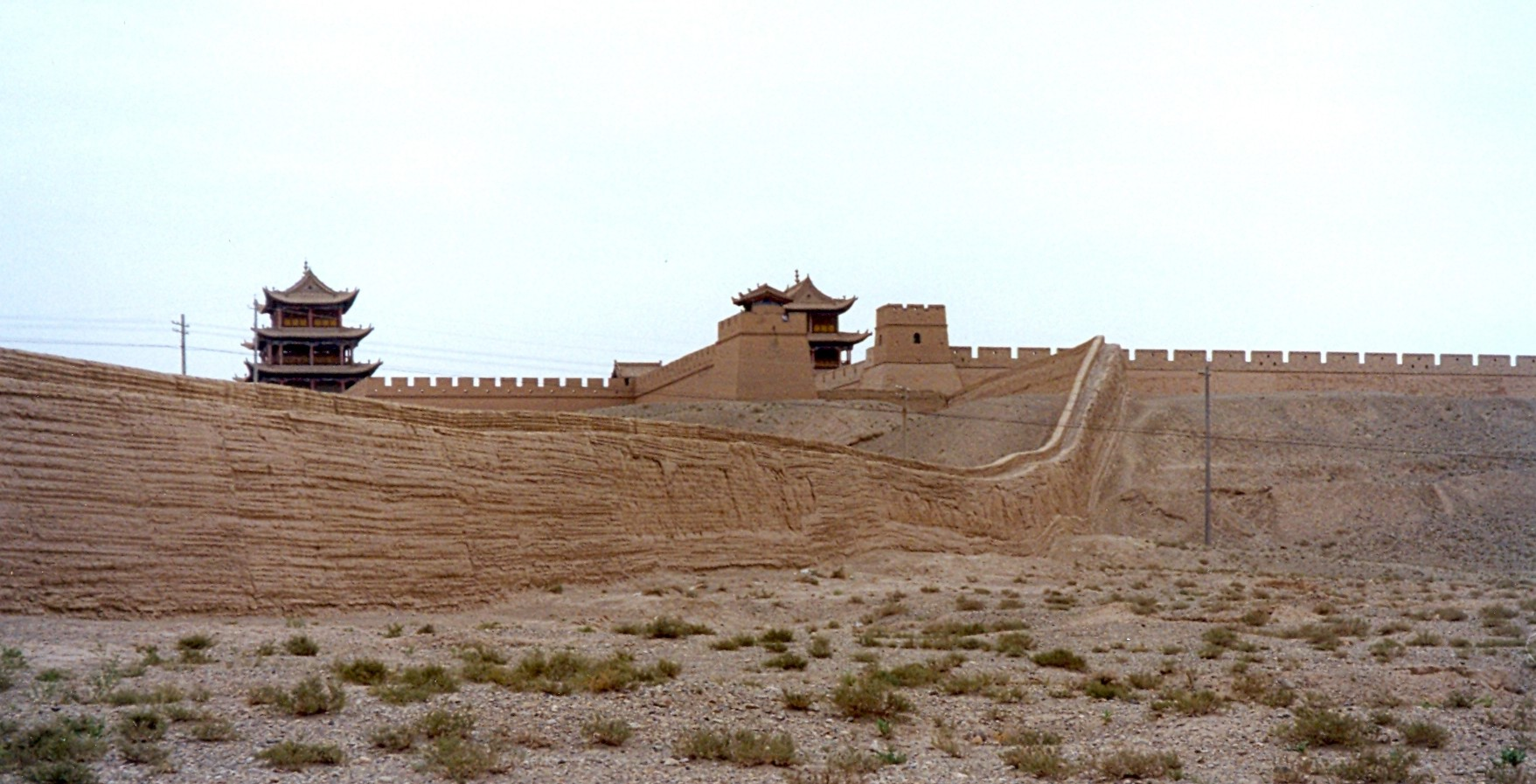
Abschnitt der Großen Mauer beim Fort

Jiayuguan oder Jiayu-Pass (chinesisch 嘉峪關 / 嘉峪关, Pinyin Jiāyù Guān – „Pass zum Gepriesenen Tal“) ist der erste Übergang am Westende der Chinesischen Mauer in der Nähe der Stadt Jiayuguan in der Provinz Gansu. Zusammen mit Juyongguan und Shanhaiguan ist er einer der wichtigsten Übergänge der Großen Mauer.

## Lage
Der Pass liegt am engsten Punkt des westlichen Abschnitts des Hexi-Korridors, sechs Kilometer südwestlich der Stadt Jiayuguan. Das Pass-Bauwerk liegt zwischen zwei Hügeln, einer davon trägt den Namen „Jiayuguan-Hügel“. Es wurde in der Nähe einer Oase erbaut, die zu dieser Zeit an der äußersten Westgrenze von China lag.

## Beschreibung
Jiayuguan besteht aus drei Verteidigungslinien: einer inneren und einer äußeren Stadt sowie einem Graben. Das Passbauwerk ist trapezförmig, es besitzt einen Umfang von etwa 740 m und eine Fläche von mehr als 33.500 m². Die Höhe der Umgebungsmauer beträgt 11 Meter. In der Mauer sind zwei Tore, eines auf der Ostseite und eines im Westen, und jeder Ecke der Mauer ist ein Türmchen aufgesetzt. Über jedem Tor befindet sich ein Gebäude, auf dem westlichen Gebäude ist eine Tafel mit der chinesischen Inschrift „Jiayuguan“ angebracht. Die Nord- und Südseite der Anlage sind mit der Großen Mauer verbunden. An der Nordseite sind die Tore mit breiten Straßen verbunden, die zur Passhöhe hinaufführen.

## Legende und Geschichte
Das Bauwerk wurde ursprünglich um das Jahr 1372 in der frühen Ming-Dynastie erbaut. Die Festung wurde zwischen 1488 und 1506 sowie nach 1539 wesentlich ausgebaut und verstärkt.
Eine märchenhafte Legende erzählt von der sorgfältigen Planung, die zur Errichtung der Passanlage nötig war. Demnach wurde der Baumeister der Anlage vom verantwortlichen Offizier gefragt, wie viele Steine denn nun für den Bau gebraucht würden, und er nannte ihm die genaue Zahl. Der Offizier bezweifelt seine Antwort und stellte ihm die Frage, ob dies wirklich genug Steine seien. Daraufhin fügte der Baumeister einen Ziegel hinzu. Als die Bauarbeiten beendet waren, blieb ein Ziegel übrig, der lose auf eines der Torgebäude gelegt wurde, wo er sich heute noch befindet.

## Bedeutung
Von den Übergängen an der Großen Mauer ist Jiayuguan das am vollständigsten erhaltene Militärgebäude. Der Pass ist auch unter dem Namen 天下第一雄关 („Erster und Größter Pass unter dem Himmel“) bekannt. Dies sollte nicht mit 天下第一关 („Erster Pass unter dem Himmel“) verwechselt werden, einer Bezeichnung für Shanhaiguan am Ostende der Großen Mauer bei Qinhuangdao, Hebei.
Der Pass besaß eine Schlüsselfunktion als Wegestation im Verlauf der alten Seidenstraße. In der weiteren Umgebung von Jiayuguan befinden sich einige historische Stätten Chinas, so etwa die Mogao-Grotten, und viele Fresken wurden im Umkreis gefunden.
Der Jiayuguan-Abschnitt der Großen Mauer (万里长城-嘉峪关,  Wanli Changcheng - Jiayuguan) steht seit 1961 auf der Liste der Denkmäler der Volksrepublik China (1-103).